# Nematostylis
Nematostylis  es un género de plantas con flores perteneciente a la familia de las rubiáceas. Incluye una sola especie: Nematostylis anthophylla (A.Rich. ex DC.) Baill. (1879). Es nativa de Madagascar.

## Distribución y hábitat
Se encuentra en las zonas rocosas, (en laderas, cimas de montañas, etc), a menudo de cuarcita, gneis o granito, frecuentemente asociada con plantas suculentas como ( Aloe, Pachypodium, Euphorbia, Cynanchum, Kalanchoe, etc), en Madagascar en las provincias de Antsiranana, Fianarantsoa, Toamasina y Toliara.

## Taxonomía
Nematostylis anthophylla fue descrita por (A.Rich. ex DC.) Baill. y publicado en Bulletin Mensuel de la Société Linnéenne de Paris 1: 198, en el año 1879.
Sinonimia
- Alberta loranthoides (Hook.f.) Cavaco
- Alberta loranthoides f. latisepala Cavaco
- Alberta loranthoides f. linearifolia Cavaco
- Nematostylis loranthoides Hook.f.
- Pavetta anthophylla A.Rich. ex DC.	basónimo
- Psychotria anthophylla A. Rich.[4]